# Filtro de Chebyshev
Los filtros de Chebyshev son un tipo de filtro electrónico, puede ser tanto analógico como digital.

## Historia
Nombrados en honor al matemático ruso Pafnuti Chebyshev, debido a que la función matemática de su respuesta en frecuencia utiliza los denominados polinomios de Chebyshev.

## Descripción
Con los  filtros de Chebyshev se consigue una caída de la respuesta en frecuencia más pronunciada en frecuencias bajas debido a que permiten rizado en alguna de sus bandas (paso o rechazo). A diferencia del Filtro de Butterworth donde los polos se distribuyen sobre una circunferencia, los polos del filtro Chebyshev lo hacen sobre una elipse; sus ceros se encuentran en el eje imaginario.
Se conocen dos tipos de filtros Chebyshev, dependiendo del rizado en alguna banda determinada:

### Filtros de Chebyshev de tipo I
Son filtros que únicamente tienen polos, presentan un rizado constante en la banda pasante y presentan una caída monótona en la banda de rechazo.
la respuesta en frecuencia es:
{\displaystyle \left|H(\Omega )\right|^{2}={\frac {1}{1+\epsilon ^{2}T_{N}^{2}\left({\frac {\Omega }{\Omega _{c}}}\right)}}}    para     {\displaystyle 0<\epsilon \leq 1}
donde N es el orden del filtro, {\displaystyle \Omega _{c}} es la frecuencia de corte, {\displaystyle \Omega } es la frecuencia analógica compleja ({\displaystyle \Omega }=j w) y {\displaystyle T_{N}(x)} es el polinomio de Chebyshev de orden N, que se define como: 
```

  

    

      

        

          
T

          

            
N

            
+

            
1

          

        

        
(

        
x

        
)

        
=

        
2

        
⋅

        
x

        
⋅

        

          
T

          

            
N

          

        

        
(

        
x

        
)

        
−

        

          
T

          

            
N

            
−

            
1

          

        

        
(

        
x

        
)

      

    

    
{\displaystyle T_{N+1}(x)=2\cdot x\cdot T_{N}(x)-T_{N-1}(x)}

  

 con 

  

    

      

        

          
T

          

            
0

          

        

        
(

        
x

        
)

        
=

        
1

      

    

    
{\displaystyle T_{0}(x)=1}

  

 y 

  

    

      

        

          
T

          

            
1

          

        

        
(

        
x

        
)

        
=

        
x

      

    

    
{\displaystyle T_{1}(x)=x}

  

```

En estos filtros la frecuencia de corte no depende de N y el módulo de su respuesta en frecuencia oscila (rizado) entre 1 y {\displaystyle 1 \over {\sqrt {1+\epsilon ^{2}}}}.

### Filtros de Chebyshev de tipo II
Estos filtros a diferencia de los Chebyshev I presentan ceros y polos, su rizado es constante en la banda de rechazo y además presentan una caída monotónica en la banda pasante.
Su respuesta en frecuencia es:
{\displaystyle \left|H(\Omega )\right|^{2}={\frac {1}{1+\epsilon ^{2}\cdot {\frac {T_{N}^{2}\left(\Omega _{s}/\Omega _{c}\right)}{T_{N}^{2}\left(\Omega _{s}/\Omega \right)}}}}}    para     {\displaystyle 0\leq \epsilon \leq 1}
En un diagrama de circunferencia unidad, los polos estarían en una elipse y los ceros sobre el eje imaginario.

## Otros tipos de filtros
- Filtro de Butterworth
- Filtro de Cauer (elíptico)
- Filtro de Bessel